# I'll Be Lovin' U Long Time
I'll Be Lovin' U Long Time è un brano musicale scritto da Mariah Carey, Aldrin "DJ Toomp" Davis, Mark DeBarge, Johnson ed Etterlene Jordan per l'undicesimo album in studio della Carey E=MC² ed è il terzo singolo estratto. Il singolo è stato prodotto da Aldrin "DJ Toomp" Davis e dalla Carey.
È stato annunciato l'11 luglio 2008 che la canzone sarebbe stata oggetto di una gara di remix, che è cominciata il 15 luglio 2008. Le varie basi della canzone saranno disponibili sul sito Indaba Music. Il remix migliore darà pubblicato su disco singolo, ed il suo compositore vincerà un premio di 5000 dollari.

## Il video
Il video di I'll Be Lovin' U Long Time è stato girato alle Hawaii e le riprese sono durate tre giorni. Regista del video è Chris Applebaum, già regista del video Umbrella di Rihanna. Il video è stato trasmesso per la prima volta il 3 luglio 2008 alle sei del mattino da Black Entertainment Television e da Yahoo! Music a mezzanotte dello stesso giorno.

## Classifiche
| Classifica (2008)                    | Massima posizione |
| ------------------------------------ | ----------------- |
| Giappone                             | 27                |
| U.S. Billboard Hot 100               | 58                |
| U.S. Billboard Pop 100               | 50                |
| U.S. Billboard Hot R&B/Hip-Hop Songs | 37                |